# Muhammad Ali Bogra
Mohammad Ali Bogra (Urdu: محمد علی بوگرہ‎, Bengali: মোহাম্মদ আলী বগুড়া) (19 de outubro de 1909 – 23 de janeiro de 1963), também conhecido por Mohammad Ali de Bogra, foi um político paquistanês e diplomata que serviu como primeiro-ministro do Paquistão entre 1953 e 1955, quando deixou o cargo para o ministro das finanças Chaudhry Muhammad Ali. Ao longo da sua carreira, foi também embaixador nos Estados Unidos, ministro da defesa e ministro dos negócios estrangeiros.